# Famille Frézeau
 (février 2025).
La famille Frézeau ou Frézel est une famille éteinte de la noblesse française originaire d'Anjou qui s'est distingué par les fonctions politiques occupées par ses membres. 
Elle a été illustrée par les marquis de la Frézelière, établis dans le Poitou, qui eurent des états de services militaires aussi distingués que leurs aînés dont ils héritèrent. François Frézeau de la Frézelière (1623-1702), lieutenant-général de l'artillerie, chevalier de l'Ordre de Saint-Louis et gouverneur de Salins et son fils, Jean-Angélique, occupèrent successivement la charge de premier lieutenant général de l'artillerie. Le second surtout prit une part des plus glorieuses à la défense de Lille en 1708. Charles-Madeleine Frézeau de La Frézelière fut évêque de La Rochelle de 1693 à sa mort en 1702.

## Histoire

### Origine
Les généalogistes des siècles précédents ont prêté à cette famille des origines glorieuses à cette famille trouve ses origines en Anjou, dans le département actuel de la Mayenne à Loigné.
La généalogie des La Frézelière figure, à la Bibliothèque Nationale de France.
Pour Louis Moreri, c'est une des « maisons les plus illustres » de l'Anjou, où elle possède depuis des temps immémoriaux, la seigneurie de la Frézelière. Il fait remarquer que ceux qui ont porté ce nom ne se font jamais mésalliés. Pour l'ancienneté, il indique que peu de familles peuvent se picquer de remonter aussi haut. 
Pour lui, avant même que l'usage eût distingué les Familles par des surnoms, dès le XIe siècle, la Maison des Frézel ou Frézeau devait être très considérable. Moréri cite dans le Cartulaire de l'Abbaye Notre-Dame de Noyers  entre les donations qu'il s'en trouve une, où il est fait mention de deux Frézels, père et fils, qui tous deux sont appelés Chevaliers. Une branche de cette famille passe en Écosse, au XIIIe siècle. Sous le nom de Frazer, elle s’élève rapidement aux premières dignités du royaume des Stuarts et se voit concéder le titre dans la Pairie d'Écosse.
Louis Moreri indique encore que les guerres civiles qui ont agité la France, et les diverses révolutions qu'elles ont causées en Anjou, ont enlevé à la maison de Frézeau, ainsi qu'à plusieurs autres les titres qui conservaient la suite de ses premiers aïeux, mais que la succession généalogique se trouve constamment établie.

### Histoire familiale
Le titre personnel de Marquis de la Frézelière que prennent les Frézeau au XVIIe siècle ne suppose aucunement une érection de la terre en marquisat. Le Marquisat de la Frézelière est érigé pour Jean-Angélique de Frézeau, en mai 1708.

### Écosse

Armoiries Fraser

Simon de Frisel (dit « Simon Fraser »), un seigneur peut-être originaire de La Frézelière en Mayenne, siégeant vers 1160 au Beaufort Castle dans l'Inverness-shire en Écosse serait à l'origine du Clan Fraser de Lovat (en). La famille de Frisel anglicisera son nom en Fraser
L'origine exact du nom Fraser reste indéterminée. Traditionnellement, on pense qu’il est originaire de France, mais l’Oxford Dictionary of Family Names (2016) note qu’il n’y a pas de nom de lieu en France correspondant aux premières orthographes du nom – « de Fresel », « de Friselle » et « de Freselière » – et suggère la possibilité qu’il s’agisse d’un nom gaélique « corrompu au point d’être méconnaissable par les scribes anglo-français ».    
La première mention définitive du nom en Écosse se trouve au milieu du XIIe siècle en tant que "de Fresel", "de Friselle", er "de Freselière". Le nom Frézelière ou de la Frézelière ou Frézeau de la Frézelière, fait référence à la Famille Frézeau, originaire d'Anjou. Il correspond également à la version écossaise dans son orthographe. La croyance en l'origine angevine du nom a également été fermement maintenue par les Fraser eux-mêmes. En 1702, alors qu’il était en exil en France, Simon Fraser, 11e lord Lovat, « entra dans une ligue formelle d’amitié » et « déclara une alliance » avec le marquis de la Frézelière et revendiqua une origine commune avec la famille Frézeau.Le premier rassemblement annuel du clan Fraser au Canada, en 1894, rappelle également ce lien.
Il existe d’autres preuves d’un lien ancien avec l’Anjou. Un document du XVIIIe siècle, « Le Dictionnaire de la Noblesse », indique qu’un certain Simon Frezel est né d’Anjou dans la famille chevaleresque Frezel et, quelque temps après l’an 1030, s’est établi en Écosse. Il indique également que les descendants de Simon Frezel se sont multipliés et sont finalement devenus connus sous le nom de Frasers. Cela expliquerait également la prévalence du nom Simon tout au long de l’histoire du clan, car tous les Fraser (par descendance) auraient le chevalier Simon Frezel comme ancêtre lointain mais commun.

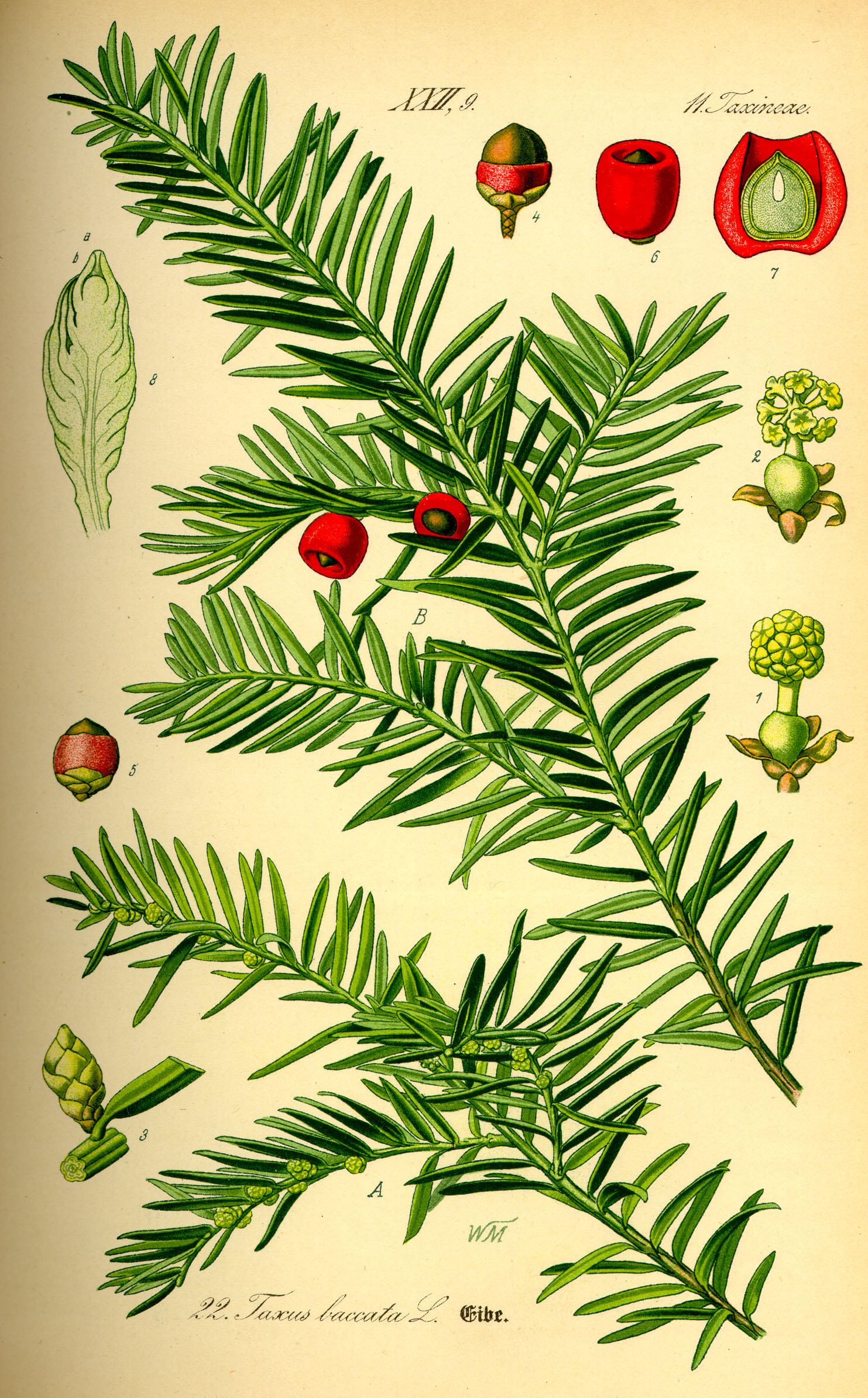
Traditionnellement, les Frasers portent de petites branches de Iubhar (gaélique), ou If commun, dans leur chapeau.

« La Maison de Frezel ne s'est pas seulement soutenue en France avec distinction, elle s'est encore beaucoup plus illustrée en Écosse, où elle est parvenue à la dignité de Pair du Royaume, il y a près de 500 ans. Cette branche, qui s'est multipliée, est aujourd'hui divisée en trois, à savoir : celles de Milord Louval, Milord Saltun & Milord Muchils, tous Pairs, et qui ont eu l'honneur de s'allier avec la Maison Royale, et toujours avec les premières du Royaume. « Le Dictionnaire de la Noblesse » »

## Personnalités
- Lancelot II Frézeau, noble et militaire français du XVe siècle lié à la famille de Laval.
- Isaac Frézeau, noble et militaire français du XVIIe siècle, mort le 28 juin 1639 lors du siège de Hesdin
- Anne Frézeau de La Frézelière, épouse de René de Rouxellé de Saché, Comte de Saché, et de La Roche Millay en Nivernais. Veuve, elle achète le Château de Gizeux en 1661[12].
- Charles-Madeleine Frézeau de La Frézelière fut évêque de La Rochelle de 1693 à sa mort en 1702.

## Titres et Armoiries

### Titres
- Seigneur et Marquis de la Frézelière

## Filiation

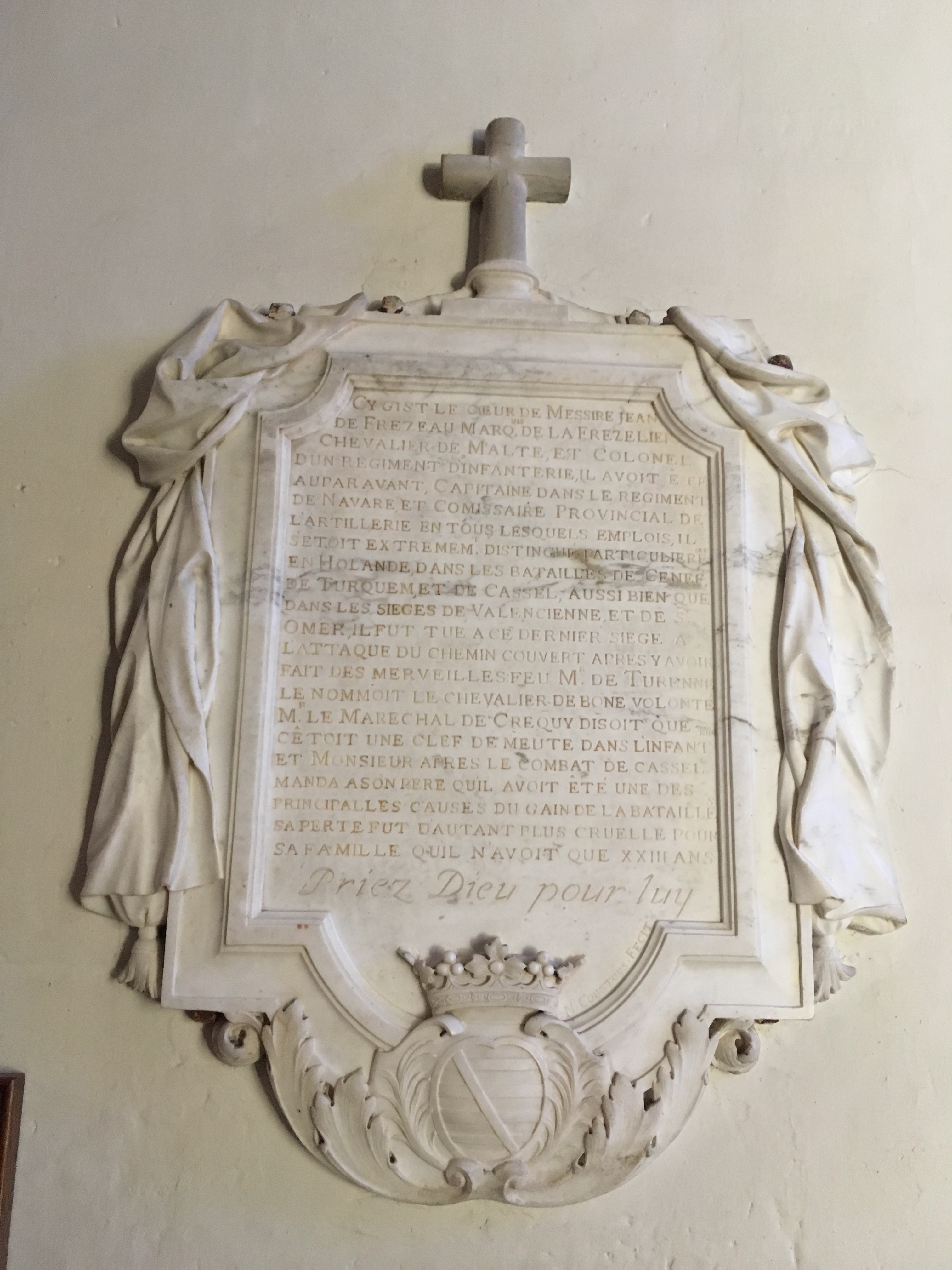
Une des trois épitaphes citées au texte

## Filiation[2]

### Première branche
Geoffroy Frézel, cité au cartulaire de l'Abbaye Saint-Serge d'Angers, 1270. Chevalier, il vivait en l'an 1270. 
1. Jean Frézel, seigneur de la Frézelière est qualifié Monseigneur, ainsi que Geoffroy son père, dans deux hommages liges, qu'on lui fit le dernier janvier 1300 et le Jeudi après la fête de saint Vincent 1329. 
  1. Lucas Frézel, seigneur de la Frézelière, mari de Guiotte de Marilland, dame dudit lieu en Loigné, 1330. 
    1. Marguerite Frézel, mariée avec Robert Le Vexel, seigneur de la Rongère et des Arcis, auquel elle porta en dot 300 florins d'or, et 60 livres de rente, en terres.
    2. Jean II Frézel, seigneur de la Frézelière en 1363, écuyer dans la compagnie de Jean de Landivy, 1388, est en procès avec le seigneur de Fontenelles, 1390 ; il épousa : 1° Marie Pointel ; 2° Marie d'Arquenay, exécutrice de son testament, dans lequel il demandait 1700 messes, 4 octobre 1401. Il est appellé Noble et puissant Seigneur, & Monseigneur, dans un hommage lige qu'il reçût le Dimanche après la fête de saint Marc en 1377 et dans un autre que lui rendit Pierre Quatrebarbes, seigneur de la Rongère, le 28 avril 1390.
      1. Lancelot II Frézeau, seigneur de la Frézelière, rend aveu de la Frézelière à Gilles Chollet, 1405 ; épouse le 12 novembre 1403 Jeanne de Thubœuf et, avant 1430, Marie Papin, dame de Chemeré, veuve de Jean de Feschal, légataire de Marguerite de la Macheferrière. Capitaine du Château de Laval dès 1417, il l'était encore quand la ville tomba lors du Siège de Laval en 1428 par les Anglais, le 15 mars 1428 (n. s.). Anne de Laval le nomme « son cher et bien-aimé cousin » ; et Charles VII le qualifie « chevalier sans reproche ». Jean d'Alençon, prisonnier des Anglais, lui donne mission de vendre une partie de ses terres du Maine pour payer sa rançon. En 1433 et 1434, il prend plusieurs sauf-conduits des Anglais. 
        1. Lancelot III Frézeau, issu du premier lit, seigneur de la Frézelière, de Champagné, et de la Roche-Thibault. Il fit un supplément de dot à Jeanne, sa sœur, qui n'avait eu que 800 royaux d'or, tandis qu'Isabelle, mariée à Jean de Quatrebarbes, avait eu 1 000 écus d'or et plusieurs fiefs et domaines. Jeanne le fit condamner à lui faire un supplément, par Sentence du Lieutenant du Bailli de Touraine à Chinon, rendue le 29 juillet 1447. Le motif de ce jugement fut que, Lancelot Frézeau leur père, qui avait eté de son temps un très-notable Chevalier, était au temps de son décès Seigneur de Beaux Domaines, Péages, & terres, comme de la Frézeliere, et quoiqu'il eût eu beaucoup de fortunes, par le moyen des ennemis de ce Royaume. Il eut pour femmes Jeanne Bouju, dame de Posson près le Mans, et Anne Hay. Il servait déjà comme chevalier en 1434. Le 9 juillet 1438, Jean d'Alençon lui écrit « que pour aucunes entreprises hastives, esquelles il se trouveroit en personne, il se trouvast le dimanche suivant à la Guerche, le mieux en point et accompagné qu'il pourroit en tenant la chose secrète. ».  Renée du Chesne, qui épousa Gilles Frézeau, seigneur de Parneau (Parné), était la fille de Jacques du Chesne, seigneur de Miré (Daumeray) ; celui-ci épousa en secondes noces Anne Hay, veuve de Lancelot Frézeau, père de Gilles[13].
          1. 1re René Frézeau, seigneur de la Frézelière, de Champagné, et de la Roche-Thibault, donna à sa belle-mère, remariée à Jacques du Chêne, et à ses enfants : Gilles, Anne, Yolande, Catherine, Jeanne, Ambroise, les terres de Champagné et du Petit-Autheu, 1467 ; servait à l'arrière-ban d'Anjou, 1471 ; fut marié avec Jeanne de Kerkado, sénéchale, et ensuite avec Catherine Pierres. Il servit avec la Noblesse d'Anjou dans l'Arrière-ban, qui fut commandé en 1471 par Guy Ier de Laval-Loué.  
            1. Lancelot IV Frézeau, seigneur de la Frézelière, de Possons, de la Gannetière (près du Lude), épousa, le 10 août 1489, Françoise de Bournan, fille de Charles de Bournan, seigneur du Coudray, et de Marguerite de Vallée. 
              1. René II Frézeau, seigneur de la Frézelière, de la Gannetière, chevalier, s'allia le 21 mai 1524 avec Françoise Millet, fille de Thomas Millet, seigneur du Châtelet au Maine.
                1. Philippe Frézeau, qui suit.

          2. 2e Anne Frézeau
          3. 2e Catherine Frézeau
          4. 2e Ambroise Frézeau
          5. 2e Jeanne Frézeau, mariée à Philipe de Charnacé, seigneur de Charnacé et de Beauchêne, en 1488.
          6. 2e Gilles Frézeau Seigneur de Champagné, de Parneau (Parné) et Miré (Daumeray), mort sans alliance de ses deux femmes, Renée du Chesne[14], et de Marquise le Moine.

        2. Isabelle Frézeau, Dame de la Volue, de Chasnay, de Thubœuf, épouse de Jean de Quatrebarbes, Chevalier, seigneur de la Rongère, conseiller et chambellan du Roi
        3. Marie Frézeau, femme de Jacques du Tertre, seigneur du Plessis de la Jaille.
        4. Jeanne Frézeau, mariée en 1442 à Jean Briand, seigneur de Brez, et de Noirieux

      2. N... Frézeau, femme de Jean Dénouaut.
      3. Marie Frézeau, mariée le 8 décembre 1390 avec Guillaume Morin
      4. Jeanne Frézeau.

  2. Renaud Frézel qui traita pour son partage le 23 mars 1365 avec Jean Frézel son neveu.

### Suite de la première branche
1. Philippe Frézeau, seigneur de la Frézelière, marié dès le 31 août 1560 à Guyonne du Puy, dame d'Amaillou, donne partage à son frère René, le 31 octobre 1561. Il joua un rôle remarqué dans les guerres de religion, catholique et toujours attaché au roi. Entré au service dès 1559, lieutenant en 1571 de la compagnie du comte du Lude, gouverneur du Poitou, il eut lui-même vers le même temps une compagnie de trois cents lances, le titre de lieutenant général en Poitou et de gouverneur de Niort. En 1574, il défendit la ville de Carentan contre Gabriel Ier de Montgommery qui ne put y entrer. D'année en année des gratifications importantes attestent et récompensent ses services dans des missions et des voyages périlleux. Il mourut en 1590.
  1. 1re François Frézeau, seigneur de la Frézelière, gentilhomme ordinaire de la Chambre du Roi et Capitaine d'une Compagnie de deux cens hommes de pied, mort sans alliance
  2. 1re Jacques Frézeau, unique héritier après la mort de François Frézeau, son aîné, épousa : 1° Suzanne Berruyer, de Touraine ; 2° Jacqueline de Menon ; et habita le château du Bouchet, à Lassé près Baugé. Il est connu parmi les compagnons d'Henri IV sous le nom du Capitaine d'Amaillou. Il commandait une compagnie de 100 hommes de guerre sous les ordres de François de Montpensier, prince de Dombes en Bretagne en 1589, 100 arquebusiers à cheval en juin 1590. Henri IV le fit gouverneur de Poitiers ; Louis XIII le créa maréchal des camps et armées en 1620. Il mourut en 1626. 
    1. Isaac Frézeau, seigneur de la Frézelière, de Tafonneau, d'Amaillou, etc. Il combattit sur terre et sur mer, commanda un vaisseau au siège de la Rochelle, s'acquit un grand renom de bravoure dans la Valteline, obtint le commandement du Régiment de Touraine et fut tué au siège de Hesdin, le 28 juin 1639. Le gouvernement de la place lui avait été promis. On peut juger de son mérite par la lettre que le Cardinal de Richelieu,  lui écrivit de Rueil-Malmaison le 14 janvier 1639[15]. Isaac Frézeau avoit épousé Madeleine de Savonnières, fille de Jean de Savonnières, Gentilhomme ordinaire de la Chambre du Roi et maître de camp d'infanterie, et de Jacqueline de Menou. Cette dernière se maria en secondes noces au mois de février 1642 avec René de Chaumejan, Marquis de Fourilles, grand Maréchal des Logis de la Maison du Roi. Le 26 juillet 1651, Madeleine de Savonnières, veuve d'Isaac, et leur gendre et cousin François Frezeau de la Frézelière, achètent la châtellenie de Monts en copropriété et la font ériger en marquisat en novembre 1655.
      1. Charlotte-Marie Frézeau, dame de la Frézelière, mariée le 18 novembre 1648 avec François Frézeau son cousin, Marquis de la Frézelière
      2. Anne Frézeau, épouse de René de Rouxellé de Saché, Comte de Saché, et de La Roche Millay en Nivernais, Marquis de Saché en Touraine, etc., fils de René Rouxellé, baron de Saché, etc et de Marguerite de Montmorency. Elle est morte en 1705. Elle achète le Château de Gizeux en 1661[12].
        1. Henri-Anne-René de Rouxellé de Saché
2. René III Frézeau, seigneur de la Gannetière, et auteur d'une branche des seigneurs de la Gannetière (près du Lude) et des Marquis de la Frézelière', qui suit.

### Deuxième branche
René III Frézeau, seigneur de la Gannetière, et auteur d'une branche des seigneurs de la Gannetière (près du Lude) et des Marquis de la Frézelière. Seigneur d'Azay en Touraine, et de Balay au Maine. Après avoir fait ses partages avec Philippe Frézeau son frere aîné, le 30 octobre 1561, il fut nommé avec lui Exécuteur du testament fait par Françoise Milet leur mère le 10 mars 1582. Depuis étant veuf de Catherine de Coussard, dame de Vevenelles, et de Jacqueline Amenart, ses deux premieres femmes, il épousa en troisièmes noces le 3 septembre 1576 Charlotte de la Grandiere, veuve de Charles Pinart, seigneur des Roches de Marson, et fille de René de la Grandiere, seigneur de Mont-Geoffroy, et de Monts, etc et de Marguerite de Sarcé. Il mourut après le 27 mai 1614 à l'âge de 84 ans, sans laisser d'enfants du premier lit. 
1. 2e Claude Frézeau épouse de N... Descars, seigneur des Loges en Poitou;
2. 3e Jacques Frézeau, seigneur de la Gannetière, des Rochettes et de Lublé, épousa le 28 septembre 1621 Marguerite de Montmorency, fille de Pierre de Montmorency, Seigneur de Lauresse, et d'Avaugour, et de Suzanne de Rieux-Assérac. Il fit son testament le 24 mai 1644.
  1. René Frézeau, seigneur des Rochettes, mort sans alliance à 21 ans, étant alors enseigne dans le Régiment Royal.
  2. François Frézeau, Marquis de la Frézelière, seigneur de la Gannetière, des Rochettes, de Lublé, etc,. Marquis de Monts, et Baron de Lassé, et du Bouchet en Anjou, naquit le 10 juin 1623. Après avoir passé de degré en degré à l'emploi de Colonel du Régiment de Touraine, il s'éleva   à la dignité de Maréchal de Camp en 1677. Il fut revêtu l'année suivante de celle de Lieutenant General de l'Artillerie de France. Les services importants et continus qu'il rendit à l'Etat, dans les fonctions dangereuses de cette Charge, tant en Flandres qu'en Allemagne, engagèrent le Roi à lui donner en 1682. le Gouvernement de la ville et des forts de Gravelines, et  en 1684, celui de la ville & des forts de Salins. Il fut encore nommé Lieutenant General des Armées de sa Majesté en 1688. Il est mort le 3 mai 1702. Il épousa Charlotte Marie Frézeau sa cousine, fille aînée et héritière d'Isaac Frézeau, seigneur de la Frézelière, et de Madeleine de Savonnières. Le 26 juillet 1651, Madeleine de Savonnières, veuve d'Isaac, et leur gendre et cousin François Frezeau de la Frézelière, achètent la châtellenie de Monts en copropriété et la font ériger en marquisat en novembre 1655.
    1. Antoine François Frézeau de la Frézelière, Colonel du Régiment de Touraine, mort des blessures qu'il avait reçues à la Bataille de Seneffe en 1674.
    2. Jean Frézeau la Frézelière, Chevalier de l'Ordre de Malte , et Colonel du Régiment de Touraine, tué en 1677 au siège de Saint-Omer, après avoir fait les fonctions de Lieutenant General de l'Artillerie, à la bataille de Cassel, au gain de laquelle il contribua extrêmement, selon le témoignage même qu'en rendit au Marquis de la Frézelière, son père, Philippe d'Orléans, frère unique du Roi.

  3. Charles François, seigneur de Lublé, tué au Siège de Lens, en 1647. étant alors Capitaine de Cavalerie, dans le Régiment de Chapes.
  4. Charles-Madeleine Frézeau de La Frézelière, né le 4 septembre 1656 et reçu page du Roi dans sa grande Ecurie. Il servit dans l'Artillerie avec la même distinction que ses Frères, et renonça ensuite à tous les honneurs de sa maison, pour se consacrer à l'état Ecclésiastique.
  5. Isaac Frézeau de la Frézeliere, tué au service du Roi en Allemagne, en 1673. à l'âge de 14 ans.
  6. Jean Angelique Frézeau, Marquis de la Frézelière et de Monts, Baron de Lassé,etc, Brigadier des Armées du Roi, Lieutenant General de l'Artillerie de France, né le 17 avril 1672, épousa le 11 mars 1690, Paule-Louise-Marie Briçonnet  d'Oysonville, fille de Bernard Briçonnet, Marquis d'Oysonville, et de Françoise le Prevet, d'Oysonville, héritière de cette Maison. Il meurt de la fièvre pourpre en 1711 âgé de moins de quarante ans
    1. Félicité Perpetuë Frézeau de la Frézeliere, née le 6 janvier 1691, mariée en Février 1706. au Marquis de Saché, Lieutenant General de l'Artillerie de France, par la démission de son beau-père.
    2. François-Isaac Lancelot de Frézeau, Comte de la Frézeliere, né le 9 octobre 1692, marquis de la Frézeliere, né le 9 octobre 1692, a épousé N.... de Boudeville, nièce du poète Le Roy, Chevalier de l'Ordre du Roi
      1. Marie-Madeleine Frézeau, épouse du marquis Nicolas VI Doublet de Persan (1691-1757)[16],[17]. Elle meurt le 17 janvier 1755.

    3. Georges Henri Frézeau de la Frézeliere, né le 17 septembre 1694, reçu Chevalier de l'Ordre de Malte  au berceau, mort en 1701
    4. Hilarion Frézeau, marquis de la Frézeliere, né le 2 décembre 1703, aussi reçu Chevalier de l'Ordre de Malte  au berceau

  7. Marianne Frézeau de la Frézeliere, mariée le 20 octobre 1687 avec George Henry de Maillé, marquis de la Tour-Landry.
  8. Marie-Catherine Frézeau de la Frézeliere, morte religieuse à l'Abbaye du Ronceray d'Angers.
3. 3e Charles Frézeau tué en 1621 en Hongrie, où il servait sous M. de Mercœur.
4. 3e Renée Frézeau, mariée le 6 septembre 1602 avec Charles Fouquet de Croissy, seigneur de Marcilly en Anjou.
5. 3e Anne Frézeau, femme de Charles de Montecler, seigneur du Plessis, et de Torchebet au Maine, morte sans enfants, après 1626.

## Alliances
Un écusson de 1655 donne les principales alliances de la famille : Montmorency, de Rieux, de Rohan, de Bretagne, de la Trémoille.

## Epitaphes
L'église Saint-Laurent-et-Saint-Hilaire de Monts-sur-Guesnes abrite trois épitaphes en marbre de Carrare dédiées à des membres de la famille Frézeau de la Frézelière. L'une d'elles est de Nicolas Coustou (1658-1733).

## Armoiries
Les armes de la famille Frézeau se blasonnent ainsi : Burelé d'argent et de gueules de dix pièces ; à une cotice d'or brochant sur le tout. Pour Support deux Lions d'or, et pour cimier un Lion naissant de même.